# Josef Nyáry
Josef Nyáry (* 1944 in Teupitz bei Berlin) ist ein deutscher Schriftsteller und Journalist.

## Leben
Nyáry wuchs im fränkischen Mödlareuth auf und absolvierte seinen Wehrdienst an der innerdeutschen Grenze. Seit 1970 lebt er in Hamburg. Als Reporter für Illustrierte war er international in der Recherche tätig, unter anderem über den Jom-Kippur-Krieg, die Hungerkatastrophe in der Sahelzone und Umweltveränderungen durch das Kanalprojekt am Weißen Nil. Er war leitender Redakteur der Welt am Sonntag, bis er 1982 mit der Veröffentlichung seiner ersten Bücher freier Journalist und Schriftsteller wurde, der zwölf Romane und acht Sachbücher veröffentlicht hat. Ab 1983 verfasste er unter anderem Fernsehkritiken für Zeitungen des Axel-Springer-Verlags. Ab 2001 betrieb Nyáry ein Blog.

## Werke (Auswahl)
Belletristik
- Ich, Aras, habe erlebt … Ein Roman aus archaischer Zeit. Meyster, München 1982, ISBN 3-8131-8201-0.
- Nimrods letzte Jagd. Historischer Roman., Meyster, München 1983, ISBN 3-8131-8208-8.
- Das Haupt des Täufers. Ein Roman aus Europas dunkelster Zeit. Meyster, München 1984, ISBN 3-8131-8212-6.
- Die Vinland-Saga. Edition Meyster im Nymphenburger Verlag, München 1986, ISBN 978-3-485-08215-0.
- Und sie schufen ein Reich. Roman. 3. Auflage. Lübbe, Bergisch Gladbach 1990, ISBN 3-404-11779-4.
- Lugal. Der Roman Mesopotamiens. Lübbe, Bergisch Gladbach 1991, ISBN 3-404-12050-7.
- Amazonien. Ullstein, Frankfurt/M. 1994, ISBN 978-3-550-06718-1.
- Die Psychonauten. Roman. Ullstein, Berlin 1999, ISBN 3-550-08280-0.
- Kehrwieder Johnny. Roman. Stadtpresse, Hamburg 2007, ISBN 978-3-00-023186-5.
- Das letzte Geheimnis des Leonardo da Vinci. Ecowin, Salzburg 2013, ISBN 978-3-7110-0051-4.

Sachbücher
- Die Gladiatoren. Zum Töten erzogen, zum Sterben bestimmt. Econ, Düsseldorf 1986, ISBN 978-3-430-17180-9.
- Schweizer Heilige. Europa, Zürich 2014, ISBN 978-3-905811-91-9.

## Belege
1. ↑  B.Z.-Kolumnist erklärt: So echt ist „Tannbach“ wirklich - B.Z. – Die Stimme Berlins. 9. Januar 2018, abgerufen am 21. Februar 2024 (deutsch).
2. ↑  Alle Angaben zum Lebenslauf aus Josef Nyary. (Memento vom 19. April 2016 im Internet Archive) Kurzvita. In: Nyaryium.de (persönliche Website).

| Personendaten    | Personendaten            |
| ---------------- | ------------------------ |
| NAME             | Nyáry, Josef             |
| KURZBESCHREIBUNG | deutscher Schriftsteller |
| GEBURTSDATUM     | 1944                     |
| GEBURTSORT       | Berlin                   |